# 8월 봉기
8월 봉기(조지아어: აგვისტოს აჯანყება, agvistos adjank’eba)는 1924년 8월에서 12월에 걸쳐 그루지야에서 소비에트 연방의 통치에 대항하여 일어난 반란이다. 이 봉기는 그루지야 독립 위원회가 이끌었으며, 반소비에트 성향의 정치 조직원들이 그루지야 사회민주당의 지지로 임명되었다. 1921년부터 3년 동안 러시아의 침공 기간 동안 소비에트 연방에 대항한 싸움은 절정에 이르렀다. 하지만, 신속히 군병력과 정보 기관을 동원한 러시아 공화국이 진압하였다. 8월 봉기는 소비에트 연방의 지배에 대항한 그루지야의 마지막 반란이다.

## 배경
그루지야는 붉은 군대가 그루지야의 수도 트빌리시를 통제하고 멘셰비키 정부의 추방을 강요하던 때인 1921년 2월 25일에 소비에트 사회주의 공화국임을 선언하였다.
그 때까지는, 그루지야에서 새로운 정권에 대한 충성심을 얻기란 그리 쉽지 않았다. 이들 통치 기간의 처음 3년동안은 볼셰비키가 그들의 당원을 겨우 만명 이하로 밖에 모집하지 못했던 반면에, 멘셰비키는 그루지야에서 당원이 도합 6만명이 넘었으며 여전히 대중성을 지니고 있었다. 1918~1921년의 독립은 짧은 기간 동안이었지만 그루지야의 국가적인 깨달음에 결정적인 역할을 하였고, 맨셰비키 당을 지지하는 많은 사람들을 확보하는데 일조했다. 이전의 소비에트 영토의 상당 부분을 터키(카르스 조약 참조), 아제르바이잔, 아르메니아에게 연이은 국경의 재배열을 넘나드는 강제적인 소비에트화와 불평의 씨는 새로운 정치 제도를 거부하는 널리 퍼진 저항을 부채질했다. 새로운 볼셰비키 정부는 그루지야의 레브콤이 이끌었고, 반란과 시민 전쟁을 개별적으로 가늠한 인구중에 너무 적은 수의 지원을 받고 있었다. 볼셰비키는 집산주의화에 압도적으로 반대하고 토지의 결핍과 다른 경제적인 문제로 불만족하는 그루지야의 소작인들과의 유대관계에 제한을 두었다. 나라에서 그런 상황은 향후에 많은 지역의 지배적인 기근에 의해 악화되었고 1921년 여름에는 콜레라가 수천명의 목숨을 앗아갔다. 음식이 절박한 결핍상태와 의료 지원의 결렬은 애석하게도 죽음을 면할 수 없는 결과를 가져왔고, 독립 자치 교회의 총대주교 레오니데도 즐비한 시체들 중에 있었다. 그루지야의 매우 정치화된 노동 계층은 심학한 경제적 문제를 겪고 있었고 멘셰비키 공화정에 충성을 서약한 국가의 지식 계층과 귀족들에게 유리한 새로운 정치제도에 비우호적이기도 했다. 레브콤의 소비에트 체제로의 지연되는 변화는 노동자 조직을 하위에 두게 했고 산업 조합이 볼셰비키당 위원회로 들어가게 했으며 모스크바의 중앙 집권적인 정책은 공산주의 사상으로 거의 마음이 기운 트필리스의 다민족 노동자들 사에이에서 조차도 불만을 갖게 했다.
그루지야 사회 내부의 공공의 불만은 그루지야에서 사회 정치적 변회를 성취한 것에 대한 볼쉐비키에 둘러 싸인 쓰라린 싸움으로 간접적으로 반영되었다. 강경론자는 세르고 오르조니키제가 이끌었으며, 러시아 공산당과 트랜스캅카스 지역 위원회(자익크라이콤)의 수뇌였고, 러시아 공화국 국적의 인민위원 스탈린은 그루지야 자지통치의 마지막 잔존 세력을 제거하기 위하여 연속적인 조치를 발의했다. 그들은 "국가 공산당의 이탈자"와 같은 그들의 반대세력에 의해 그루지야 볼셰비키 단체와 대립되었고 당내의 커다란 민주주의 세력의 멘셰비키 반대에 대한 관용을 주장한 필립프 마크하라드제와 부두 므디바니가 이끌었고 온건주의 정책으로 토지 개혁에 착수했다. 그리고 그들은 무엇보다도 모스크바로부터 큰 자치권을 필로로 했고 자캅카스의 세 공화국들을 정지적이고 경제적으로 통합하려는 스탈린의 계획에 완강하게 반대했다. "그루지야의 관심사"로 알려진 그 위기는 1922년 전체에 걸쳐 지속되었고 강경론자들의 승리로 사멸되었다. 그 결과, 그루지야는 강제적으로 아르메니아과 아제르바이잔과 함께 자캅카스로 합병되었다. "국가 공산주의 이탈자"의 패배로, 볼셰비키 정책은 더 침략적이 되었으며, 모든 부류의 반대자들은 엄격하게 억압받았다. 그때까지도 합법적인 지위를 보존하고 있던 당파들은 1922년 4월과 1923년 10월 사이에 그들의 해체를 알리고 소비에트 당국에 공식적인 충성을 선언하도록 강요받았다. 그러한 강요 임무를 수행하던 이들은 비밀 조직원들이었다. 그루지야 정교회 또한 박해받았다. 1,500곳이 넘는 교회들과 수도원들은 폐쇄되거나 파괴되었고 자치 교회 총주교 암브로시우스를 포함하여 많은 성직자들이 수감되었다. 암브로시우스는 그루지야에 붉은 군대가 침략한 이래로 그 아래의 삶의 실태를 묘사하고 "문명 세계의 도움"을 요청하는 항의 편지를 1922년 제노아 회담으로 보내려고 애썼다.

## 준비

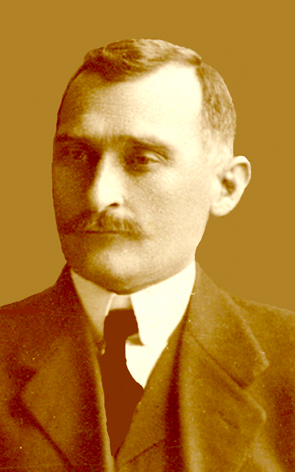
코테 안드로니카슈빌리 왕자, 담콤의 의장.(1923~1924년)

붉은 군대의 침입 과정에서 패패한 그루지야의 전력의 일부는 산으로 후퇴하였고 그들 스스로 몇몇 소규모의 유격대를 조직했다. 1921년부터 1922년까지는 그루지야의 많은 지역에서 게릴라전이 발생했다. 1921년 5월에, 북서부 그루지야의 스바네티 고지인들은 모세스트로 다데슈케리아니, 네스토르 가르다프카드제와 비드지나 피르벨리, 혁명의 불꽃가 이끌었다. 6개월의 저항 이후에, 반란은 잠잠해졌고 주동자들은 추방되었다. 1922년 초반에, 소비에트 통치에 대항하는 반란이 북동 그루지야이기는 하지만 케브수레티와 또 다른 산악 지대들에서도 발발했다. 군용기를 사용한 소비에트 병력들은 확산되는 반란의 진압에 성공하기는 했지만, 완전히 짓밟지는 못하였다. 반란을 일으킨 카쿠트사 콜로카슈빌리 대령은 인근의 체체니야으로 도피했고, 그가 그루지야로 잦은 잠입을 하는 근원은 동 그루지야 산악에서 발판을 마련한 거점을 볼셰비키로부터 지키키 위해서였다. 지역 인민 경찰 서장 레반 라지카슈빌리는 체포되었고 후일에는 반란에 연민을 느껴 엉망진창이 되었다.
여전히, 그 반란들은 지역적이었고 자발적이었고 많은 군중들을 끌어 들이지 않았다. 1922~1923년의 기간 동안에는, 현역 게릴라 57명 중에 33명이 이탈해서 소비에트 당국으로 넘어가거나 항복하였다. 반-소비에느 저항 세력의 그런 개탄스러운 상황은 모든 주요 비밀 정당들이 억지로라도 서로간 밀접한 협동을 추구하도록 했다. 그러나, 협상은 느리게 진행되었고, 1922년 중반까지 멘셰비키는 그들의 공식적인 경쟁당들인 국가 민주주의와 몇몇 다른 정치 조직들이 볼셰비키에 그들과 동등하게 대항하자는 협정에 도달하지는 않았다. 곧바로 반대 당파들이 그루지야 독립 위원회나 "담콤"(다모우키데블로비스의 코미테티의 줄임말)이라고 알려진 비밀 행동을 위해 집합했다. 추방된 그루지야 정부에게 후원을 받아, 담콤은 그루지야의 전체적인 봉기를 준비하였다. 그 조직은 "군 사령부"를 구성하고 스피리돈 찹차바드제 장군을 모든 반란 세력의 총사령관으로 임명하였다. 전 국가 안보부 사령관 바리코 주빌리와 부 전 농림수산부 장관 노에 코메리키도 포함하여 이전 멘셰비키 정부의 많은 당원들이 추방된 곳에서 비밀리에 돌아왔다. 주최자들은 유럽의 그루지야인 이주자들에게 용기를 얻었고 여전히 서방 세력에게 도움을 청할 가능성이 더 높았다. 그들은 그루지야의 반란이 향후에 다른 캅카스 인들이 무장하여 봉기하기를 희망하기도 했다. 그러나 아르메니아와 아제리의 독립주의자들과의 비밀 협상은 아무런 결좌도 가져다 주지 못했고 차라리 무슬림 체첸의 지도자 알리 미타예프와의 대화가 더 장래성이 있었다. 비밀 협상은 남캅카스에서 집단 체포와 억압으로 인해 결국 무산되었다.
그무렵에 라브렌티 베리야가 부서장으로 임명된 소비에트 비밀 경찰의 그루지야 지국 체카는 조직을 파악하여 관리하고 군중 무리들을 체포하는데 주도적인 역할을 하였다. 주목을 끄는 멘셰비키의 적극적 행동주의자, 다비트 사기라슈빌리는 체포된 후에 1922년 10월에 62명의 다른 멘셰비키 당원들과 함께 독일로 강제 추방되었다. 군 사령부의 15명의 조직원들이 체포됐을때인, 1923년 2월에는 그루지야 저항 세력에 커다란 손실이 지속됐다. 그들중에서 저항 활동의 핵심 중요한 지도자들이 있었는데, 장군 코테 압하지, 알렉산데르 안드로니카슈빌리와 바르덴 추루키드제였다. 그들은 1923년 5월 19일에 처형당했다. 1923년 3월에 체카는 멘셰비키의 비밀 인쇄소를 발견하고 여러명의 반대파들을 체포했다. 벤셰비키의 지도자들인 노에 코메리키, 베니아 트츠키비츠빌리와 발리코 주벨리 역시 1923년 11월 9일, 1924년 7월 25일과 1924년 8월 6일에 각각 체카의 손에 목이 달아났다
이러한 상황 아래서, 몇몇의 그루지야인들은 봉기가 과연 성공할 수 있을지 의심했다. 생포된 반란 주동자, 주빌리는 그의 동지들에게 그들의 계획들이 발각되었음을 통지하고 그들에게 발의된 반란을 단념하도록 충고해 달라고 체카의 임원에게 요청했다. 주빌리의 요청문은 저항자들에게 가고 있었으나, 공모자는 그 서신이 체카를 화나게 할지도 모른다고 생각되어 봉기의 계획을 밀고 나갔다.
소비에트의 지성인들은 촉발된 봉기와 관련된 확실한 단계의 많은 징후를 감지했다. 체카가 고용한 지역 사회주의 계통의 비밀 요원들은 음모와 볼셰비키 통치의 대중적인 불만에 대하여 매우 잘 알고 있었다. 스탈린과 오르조니키드제의 지시를 받은 베리아와 그의 상관 크바날리아니는 실제로 반란을 촉진하여 그들이 그루지야의 모든 정치적 반대 세력들을 제거하고 그들의 이전 경쟁자들의 사적인 진상들에 복수하려는 구실을 갖게 되었다.

## 발발과 진압

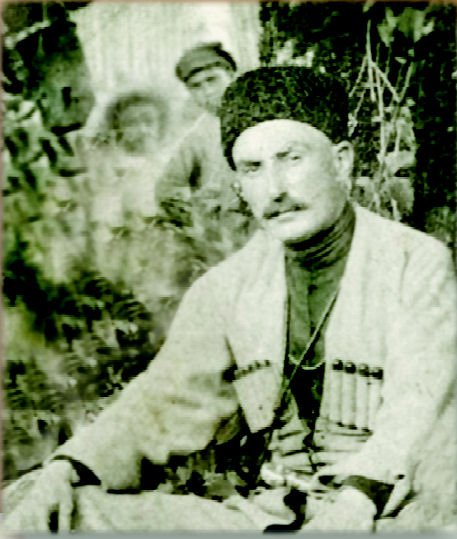
카쿠샤 촐로키슈빌리 대령, 반란기간 동안의 게릴라 지휘자.

1924년 8월 18일 담콤은 8월 29일 오전 2시에 전체적인 반란을 계획했다. 동시에 일어나는 봉기 계획은 불발로 끝났다, 그러나, 서부 그루지야의 챠투라 광산촌은 전체적으로 계획을 좀 잘못 이해해서 하루 빠른 8월 28일 반란의 불꽃이 터졌다. 그 사실은 소비에트가 준비를 갖추고 그 지역에 모든 유용 병력들을 적시에 둘수 있게 했다.. 벌써, 첫 번째 폭도들은 적지 않은 성공을 성취했고 기오르기 트세레텔리 왕자가 옥좌에 앉은 그루지야의 잠정적인 정부를 구성했다. 봉기는 급속도로 인근 지역들에 퍼졌고 서부 그루지야의 커다란 지역과 동부 그루지야의 몇몇 구역들은 소비에트의 통제를 잡아떼었다.
봉기의 성공은 짧은 기간 동안이었다. 그렇다 해도, 반란은 체카의 예상보다 더 빨리 일어났음에도 불구하고, 소련은 신속히 진압을 준비하기 시작했다. 스탈린은 그루지야에서의 무질서가 모스크바에 미치는 중대한 영향력에 대한 의심을"크론슈타트"라는 한 단어로 날려보냈다. 이는 크론시타트 반란을 의미했는데 볼셰비키 정권에 대항했지만 실패한 대규모 봉기였다. 더구나 세묜 무가체프의 총지휘 하의 붉군 군대의 병력들은 즉시 파병되어 그루지야의 이주자 단체들의 상륙을 막기 위해 그루지야의 해안선을 봉쇄했다. 붉은 군대와 체카 병력들은 8월 29일 그루지야 서부에 있던 치아투라, 세나키와 아바샤의 첫 번째 폭동 지역을 공격했고 8월 30일까지 폭도들을 우림과 산악지역으로 몰아 넣었다. 붉은 군대는 아직도 반란을 계속하는 게릴라들과 싸우기 위하여 포병과 비행 부대를 동원했다. 특히 많은 그루지야인 멘셰비키 지도자들의 본거지인 구리아 주와 연달아서 볼셰비키 통치에 극도로 불충성한자들을 위주로 공격했다. 볼쉐비키가 더 많은 권력을 쥐고있는 티블리스, 바투미와 몇몇 커다란 마을들은 압하지아와 같이 잠잠했고 대부분의 영토들은 소수 민족들에 의해 빽빽하게 정착되었다.
서부 그루지야의 진압군에 의해 차질이 생김에 따라 반란의 진원지는 8월 29일에 동부 그루지야로 쪽으로 옮겨갔다. 촐로카슈빌리 대령의 지휘하의 대규모 반란 전력은 티플리스의 남서부에 접근하여 만글리시에 주둔한 붉군군대의 병영들을 공격했지만 주도 모든 전략적 지점들을 육중하게 요새화한 소비에트 병력들에 쫓겨 막다른 곳까지 몰리게 되었다. 강화는 실패했고 초로카슈믈리의 병력들은 그 곳에 고립되었고, 강제적으로 동쪽 카케티 주로 쫓겨갔다. 9월 3일에, 촐로카슈빌리는 반란의 흐름을 되돌리려는 마지막 필사적인 시도를 했고 두셰티마을을 기습 공격했다. 그러나, 그는 묽은 군대의 반격을 물리칠 수 없었고 산으로 도망갔다. 반란의 진압은, 프랑스 작가 보리스 수바린이 묘사했 듯, "혁병의 가장 비극정인 순간들 조차도 비길데 없는" 적색 테러의 전 규모적인 도래를 동반했다. 산재해 있는 게릴라의 저항이 몇 주 동안 계속되었지만, 9월 중순에는 대부분의 주요 반란 단제들이 붕괴되었다.
9월 4일에, 체카는 므츠헤타 마을 근처의 시오-므그비메 수도원에 위치한 반란 지휘 본부를 발견했고 안드로니카슈빌리 왕자, 다콤의 의장과 그의 동료들인 자바키슈빌리, 이슈크넬리, 지노리아와 보초리슈빌리를 체포했다. 같은 날에, 베리야는 트필리스에서 체포된 반대파들과 대면했고 유격대의 무장해제를 선언하여 공표할 것을 제안했다. 의원회 위원들은 그들 스스로를 목조이고 죽음에 직면한 상황속에서 그 제안에 동의하여 집단 처형을 중지하라는 명령이 그 즉시 내려졌다. 베리야는 수긍하였고 반역자들은 반란의 결과가 굴욕적 패배로 끝났음을 선언하는데 동의했다.
소비에트의 박해는 끝나지 않았다. 어떠한 방식으로든 계약을 위반하는 상황이 있었다. 베리야는 저지된 주동자들과 반란자들을 체포하고 처형하는 상황이 계속되었다. 반-저항 활동의 정치적인 지휘는 그루지야의 GPU 국장인 솔로몬 모길레브스키의 영향권에 들어 억압은 트랜스 캅카스 중앙 위원회에 의해 충분히 견딜 수 있게 되었다. 스탈린은 스스로 "그루지야는 전부다 소멸되어야만 한다."는 맹세를 한 것으로 전해진다.
연속으로 급습하여, 붉은 군대와 체카의 파견 부대들은 남녀노소를 불문하고 모든 혈족들의 씨를 말리기 위해서 수천명의 시민들을 죽였다. 집단 처형은 재판없이 교도소에서 실시되었고, 반란 때에 교도소에 있던 사람들까지도 처형당했다. 체포된 수백명은 기차길 한복판에서 총살당했고, 그로 인해 시체들은 더 빨리 사라졌다. 그런 새롭고 효과적이고도 기술적인 처형 방법은 체카의 장교 타라카드제에 의해 고안되었다.
사상자들과 추방자들 중에 희생된 사람들의 정확한 숫자는 헤아릴수 없는 채로 남아있다. 거의 3천명이 그 전쟁에서 죽었다. 그들중 봉기 기간 동안이나 봉기의 직접적인 여파로 인해 처형당한 사람들의 수는 7천~만명이나 그 이상으로 추산된다. 공산주의 블랙북(하버드 대학교 출판사, 1999년)에서도 포함된 가장 최근에 보고에 따르면, 1924년 8월 29일에서 동년 9월 5일까지 12,578명이 주검이 되었고 약 2만명의 사람들이 시베리아와 중앙 아시아의 사막으로 추방되었다고 한다.

## 여파
진압의 범위에 대한 보고서는 전 세계의 사회주의자들을 경악케 했다. 제2인터내셔널의 지도자들은 국제 연맹으로 소비에트 당국을 규탄하는 결의안을 보냈지만, 어떠한 실제적인 결과도 도출되지 않았다. 저명한 독일 사회 민주주의자 클라라 제트킨은 부정적인 선전에 대항하려고 시도했다. 그는 트필리스를 방문하여 그루지야에서 전단지를 작성했다. 그녀가 그 전단지에서 적었기를 320명만이 총살당했다고 주장했다. 그럼에도 불구하고 공공의 외침은 모스크바 중앙 정부에게 불쾌한 반향을 가져다 줬다. 소비에트 당국은 오르조니키제가 이끄는 특별 위원회인 폴리트뷰로를 구성하고 봉기의 원인과 체카의 살상 만행에 대하여 조사하게 했다. 1924년 10월에, 위원회가 발행한 보고에 따르면 그루지야 체카의 몇몇 사람들이 추측컨데 흉악 범죄의 누명이 씌워진채 "신뢰할 수 없는 원칙"에 의하여 추방되었다고 한다. 오르조니키제는 1924년 10월에 모스크바 중앙 위원회 참석전에 "아마도 우리는 확실히 큰 죄는 짓지 않았을지도 모른다. 그러나 우리는 우리자신들을 구할 수 없다."며 스스로 잘못을 인정했다. 1924년 10월 7일에, 그루지야의 소비에트 집행부(솝날콤, "인민 위원회")는 자진해서 항복한 반란의 모든 관계자들의 사면을 선언했다. 1925년 3월 초순에 소비에트 연방 집행위원회 의장 미하일 칼리닌이 그루지야에 도착했고 1924년 8월 반란의 관계자들의 사면과 종교 박해의 중단을 요청했다. 그루지야의 손아귀에서 체카는 상대적으로 안심(예를 들면, 독립 자치교회 총주교 암브로스와 주교회를 풀어줌)하게 되었고 군대는 완전히 화해했고 정상적인 상태의 모습으로 고국으로 되돌아갔다. 그러나 그루지야인은 그들이 절대로 완전히 보상받을 수 없는 사건으로 인한 충격으로 괴로워했다. 봉기는 그루지야인들이 볼셰비키 권력을 내쫗고 그들의 독립을 되찾으려고한 마지막 무장 분투였음이 밝혀졌다. 그루지야의 상류 계층, 귀족, 군대 장교와 지식 엘리트 계층의 대부분의 현역 친-독립 인사들은 실제적으로는 박멸되었다. 촐로카슈빌리, 라슈카라슈빌리와 그들의 동료 몇명들과 같은 소수의 생존자들 만이 외국으로 도피하는데 성공하였다. 그루지야의 이주자 이라클리 트세레텔리는 사회 민주주의와 그루지야의 미래 모두에 재난을 불러일으키는 사건을 염려하였다. 봉기의 실패와 강화된 경찰의 진압은 멘셰비키 조직을 제비뽑기하여 골라 죽이는 식이었고 더이상은 볼셰비키를 위협하지 않게 하였다. 그러나, 베리야와 그의 동료들은 그루지야의 보복을 핑계로 "멘셰비키의 위험"이란 말의 사용을 계속하였다. 1925~1926년 동안에는 최소한 500명의 사회주의자들이 재판없이 총살당했다.
봉기는 볼셰비키에게는 그루지야 민족주의의 은신처로 보였기에 분열한 티플리스 대학교를 위한 명목으로의 영웅적 행위이기도 했다. 반-소비에트 활동에 공감하거나 참여하기도 했던 대학교의 몇몇 주동자들이 특별 성명에서 무장 봉기와 무장을 규탄하는 의견차이만으로도 그들 스스로 마침대 갈라섰음에도 불구하고, 대학교는 납득할 수 없는 원칙에 의해 추방되었고 공산당의 완전한 통제하에 위치하게 되었다. 사실상의 변화는 대학의 구조와, 총인원의 변경과, 저명한 역사학자 이바네 자바키슈빌리 총장의 퇴출을 포함했다.
다른 한편, 그루지야의 그 사전은 소작농들에게 대규모의 허가가 필요하다는 증거가 되었다. 스탈린은 그루지야의 1824년 8월 봉기가 소작농들의 사이에서 불만의 불꽃이 되었으며 그들을 회유하기 위한 모임이라고 부를 것을 선언했다. 그는 "만약 우리가 소작동들에 대한 우리의 관점을 완전히 바꾸지 않는다면, 그루지야에 무슨 사건이 일어나든 간에 러시아 전체에 걸친 사건일지도 모른다."고 했으며 하급 관리들이 저지른 만행들에 대하여 책임을 져야한다고 인정했다. 폴리트뷰로의 영햑력있는 임원 뱌체슬라프 몰로토프는 그의 당을 위하여 "그루지야는 국가의 당파와 소작농 무리들간의 단절이 시작된 본보기를 보여준다."고 선언했다. 그 결과, 그 당시 동안의, 그루지야의 공산당은 소작농 무리들 전체로 그들의 영향력을 확장하고 집산주의화를 시행하려는 시도를 완화하기 위해, 무장 억압보다는 평화적 설득의 방법을 사용을 선택했다. 급진적인 토지 개혁과 상대적인 자유의 증진은 소작농이 새로운 정치 제도에 대한 적의를 감소시켜 주었다. 주권을 보존하기 위해 싸운 멘셰비키와 "국가 공산주의자"들 모두들의 그루지야의 정치와 경제적 마지막 지배 태토는 권력을 보존하기 위한 싸움이었는데도 불구하고, 국가와 관계된 안정성이 보장되는 온건주의 경제 성장을 동반하는 그루지야에서 소비에트의 권력의 마지막 승리는 사라져갔다. 볼셰비키의 반대파를 완화시킨 또 다른 중요한 요인으로는, 특히 인텔리겐치아는 1920년에 소비에트 당국에 의한 "토착화" 정책으로 설득되었다. 그루지야는 예술, 언어와 교육의 발전을 장려했다. 학력의 증진을 위하여 후원하였고 행정상 그루지야의 민족적 역할과 문화 제도가 향상되었다.

## 평가
소비에트 연방의 지배하에서, 8월 봉기는 이데올로기적인 내용 외에는 금기된 소재로 남아있었고 거의 언급되지 않았다. 교육과 대중매체를 통틀어 통제되었으며, 소비에트의 선전 유포 기구는 "작고 교육받지 못한 부류의 사람들이 말려들어 조작된 멘셰비키와 다른 반동 분자들이 일으킨 피로 더러워진 모험" 이라며 그루지야의 반란을 규탄했다. 1980년대 후반에 그루지야 전체를 휩쓸었던 새로운 독립 운동 사조와 함께, 1924년의 반-소비에트 전사들과, 특히 선봉 유격대 장교 카쿠샤 촐로카슈빌리는 그루지야의 애국주의와 소비에트 지배에 대한 국가적인 저항의 상징으로 떠올랐다. 1920년대에 억압되었던 희생자들의 합법적인 "명예 회복"(면죄) 절차는 고르바초프의 글라스노스트("개방성") 정책하에서 시행되었으며, 에드워드 쉬바드나제를 의장으로 한 그루지야 공화국 위원회가 1992년 5월 25일에 공표하여 법령으로 수립되었다. 2006년 5월에 소비에트 점령 박물관의 개방과 관련해서,1924년에 숙청된 희생자들의 명단과 소비에트 비밀 문서 보관소에서 나온 다른 문건들을 출판하기 시작한 그루지야의 내무부 장관이 더 많은 보관 공문서들을 공개하였다.

## 참고 문헌
- ვალერი ბენიძე (Valeri Benidze) (1991), 1924 წლის აჯანყება საქართველოში (1924 Uprising in Georgia). Tbilisi: სამშობლო ("Samshoblo") (in Georgian)
- ლევან ზ. ურუშაძე (Levan Z. Urushadze) (2006), ქაიხოსრო (ქაქუცა) ჩოლოყაშვილის ბიოგრაფიისათვის (For the biography of Kaikhosro (Kakutsa) Cholokashvili).- "ამირანი" ("Amirani"), XIV-XV, მონრეალი-თბილისი (Montreal-Tbilisi), pages 147–166, ISSN 15120449 (in Georgian, English summary).
- Ariel Cohen (1998), Russian Imperialism: Development and Crisis. Praeger/Greenwood, ISBN 0-275-96481-7.
- Raymond Duguet (1927), Moscou et la Géorgie martyre. Préface de C. B. Stokes. Paris: Tallandier.
- “The Establishment of Soviet Power in Transcaucasia: The Case of Georgia 1921-1928”. 《Soviet Studies》. 40, No. 4 (4): 616~639. 1988년 10월. 이름 목록에서 |이름1=이(가) 있지만 |성1=이(가) 없음 (도움말)
- Amy W. Knight (1993), Beria: Stalin's First Lieutenant, Princeton University Press, Princeton, New Jersey, ISBN 0-691-01093-5.
- David Marshall Lang (1962). A Modern History of Georgia, London: Weidenfeld and Nicolson.
- “Icebergs in the Caucasus”. 《World Policy Journal CODA》. XVIII (2). Summer 2001. 2007년 10월 7일에 원본 문서에서 보존된 문서. 2006년 12월 15일에 확인함. 이름 목록에서 |이름1=이(가) 있지만 |성1=이(가) 없음 (도움말) {{
- Ghia Nodia, en:Álvaro Pinto Scholtbach, coordinators-editors (2006), The Political Landscape of Georgia. Eburon Delft, ISBN 90-5972-113-6.
- Roger William Pethybridge (1990), One Step Backwards, Two Steps Forward: Soviet Society and Politics in the New Economic Policy, Oxford University Press, ISBN 0-19-821927-X.
- Rudolph J. Rummel (1990), Lethal Politics: Soviet Genocide and Mass Murder Since 1917. Transaction Publishers, ISBN 1-56000-887-3.
- Boris Souvarine (2005), Stalin: A Critical Survey of Bolshevism, Kessinger Publishing, ISBN 1-4191-1307-0.
- Ronald Grigor Suny (1994), The Making of the Georgian Nation: 2nd edition, Indiana University Press, ISBN 0-253-20915-3.
- Akaki Surguladze, Paata Surguladze (1991), საქართველოს ისტორია, 1783-1990 (History of Georgia, 1783-1990), Tbilisi: Meroni. (in Georgian)
- “Le soulèvement géorgien de 1924 et la réaction des bolcheviks”. 《Communisme》. n° 42/43/44: 155~170. 1995. 이름 목록에서 |이름1=이(가) 있지만 |성1=이(가) 없음 (도움말)